# موريس أندرسون
موريس أندرسون (بالإنجليزية: Maurice Anderson)‏ هو لاعب كرة قدم أمريكية أمريكي، ولد في 19 يناير 1975 في مقاطعة نوتوواي في الولايات المتحدة.

## وصلات خارجية
- موريس أندرسون على موقع JustSportsStats.com (الإنجليزية)